# MS Towarzystwo Funduszy Inwestycyjnych
MS Towarzystwo Funduszy Inwestycyjnych S.A. – towarzystwo funduszy inwestycyjnych działające jako jedna ze spółek Polskiej Grupy Zbrojeniowej. Zajmuje się zarządzaniem funduszami inwestycyjnymi oraz tworzeniem nowych funduszy.

## Historia
Początki spółki sięgają października 2009, kiedy to w Agencji Rozwoju Przemysłu narodził się pomysł powołania funduszu inwestycyjnego, którego zadaniem byłoby aktywne zarządzanie pewnymi kategoriami spółek z portfela ARP SA (stoczniowe oraz nieruchomościowe). Celem wniesienia akcji lub udziałów wybranych spółek portfela ARP SA do funduszu inwestycyjnego było uzyskanie wzrostu wartości alokowanych aktywów.
.
MS TFI działa od 2010 roku na podstawie zezwolenia Komisji Nadzoru Finansowego. Zgodnie ze statutem spółki, podstawowym przedmiotem jej działalności jest tworzenie funduszy inwestycyjnych i zarządzanie nimi.
W 2014 r. MS Towarzystwo Funduszy Inwestycyjnych zostało włączone do Polskiej Grupy Zbrojeniowej w ramach pierwszego etapu konsolidacji.

## Działalność
Zgodnie ze statutem spółki, przedmiotem jej działalności jest tworzenie funduszy inwestycyjnych i zarządzanie nimi, w tym pośrednictwo w zbywaniu i odkupywaniu jednostek uczestnictwa, reprezentowanie ich wobec osób trzecich oraz zarządzanie zbiorczym portfelem papierów wartościowych (PKD 66 30 Z). Obecnie MS TFI zarządza jednym funduszem inwestycyjnym zamkniętym aktywów niepublicznych MARS FIZ o identyfikatorze PLFIZ000514. Do sierpnia 2020 zarządzał także funduszem inwestycyjnym otwartym MS Parasolowy FIO o identyfikatorze RFI 1459 z wydzielonymi subfunduszami: MS Stabilnego Dochodu FIO, MS Obligacji FIO i MS Akcji FIO.

### Mars Fundusz Inwestycyjny Zamknięty
MARS FIZ posiada portfel spółek z sektora remontu i budowy statków, budowy konstrukcji stalowych dla branży offshore oil and gas oraz wind power, a także spółek posiadających nieruchomości i prowadzących projekty deweloperskie. Większościowym uczestnikiem MARS FIZ jest PGZ SA. Aktywa MARS FIZ podlegają kwartalnej wycenie, którą przeprowadza depozytariusz. Wartość aktywów netto funduszu według wyceny na dzień 20 grudnia 2017 wyniosła około 1,1 mld złotych.
W 2019 r. MARS FIZ zarządzał portfelem akcji i udziałów 10 spółek niepublicznych. Łączna wartość kapitału wpłaconego do funduszu wynosiła ok. 1,1 mld zł.

### MS Parasolowy Fundusz Inwestycyjny Otwarty
MS Parasolowy Fundusz Inwestycyjny Otwarty został utworzony 30 grudnia 2016 r. na mocy zezwolenia Komisji Nadzoru Finansowego z dnia 6 października 2016 r. Przedmiotem działalności Funduszu byłolokowanie środków pieniężnych w drodze publicznego proponowania nabycia Jednostek Uczestnictwa w określone w Ustawie i Statucie papiery wartościowe, Instrumenty Rynku Pieniężnego i inne prawa majątkowe. Celem inwestycyjnym Subfunduszu MS Płynnościowy była ochrona realnej wartości aktywów subfunduszu, celem inwestycyjnym Subfunduszu MS Obligacji było osiąganie przychodów z lokat netto subfunduszu, natomiast celem inwestycyjnym Subfunduszu MS Akcji był wzrost wartości aktywów funduszu w wyniku wzrostu wartości lokat.